# Calicotome infesta
Calicotome infesta är en ärtväxtart som först beskrevs av Karel Presl, och fick sitt nu gällande namn av Giovanni Gussone. Calicotome infesta ingår i släktet Calicotome och familjen ärtväxter.

## Underarter
Arten delas in i följande underarter:
- C. i. infesta
- C. i. intermedia

## Bildgalleri

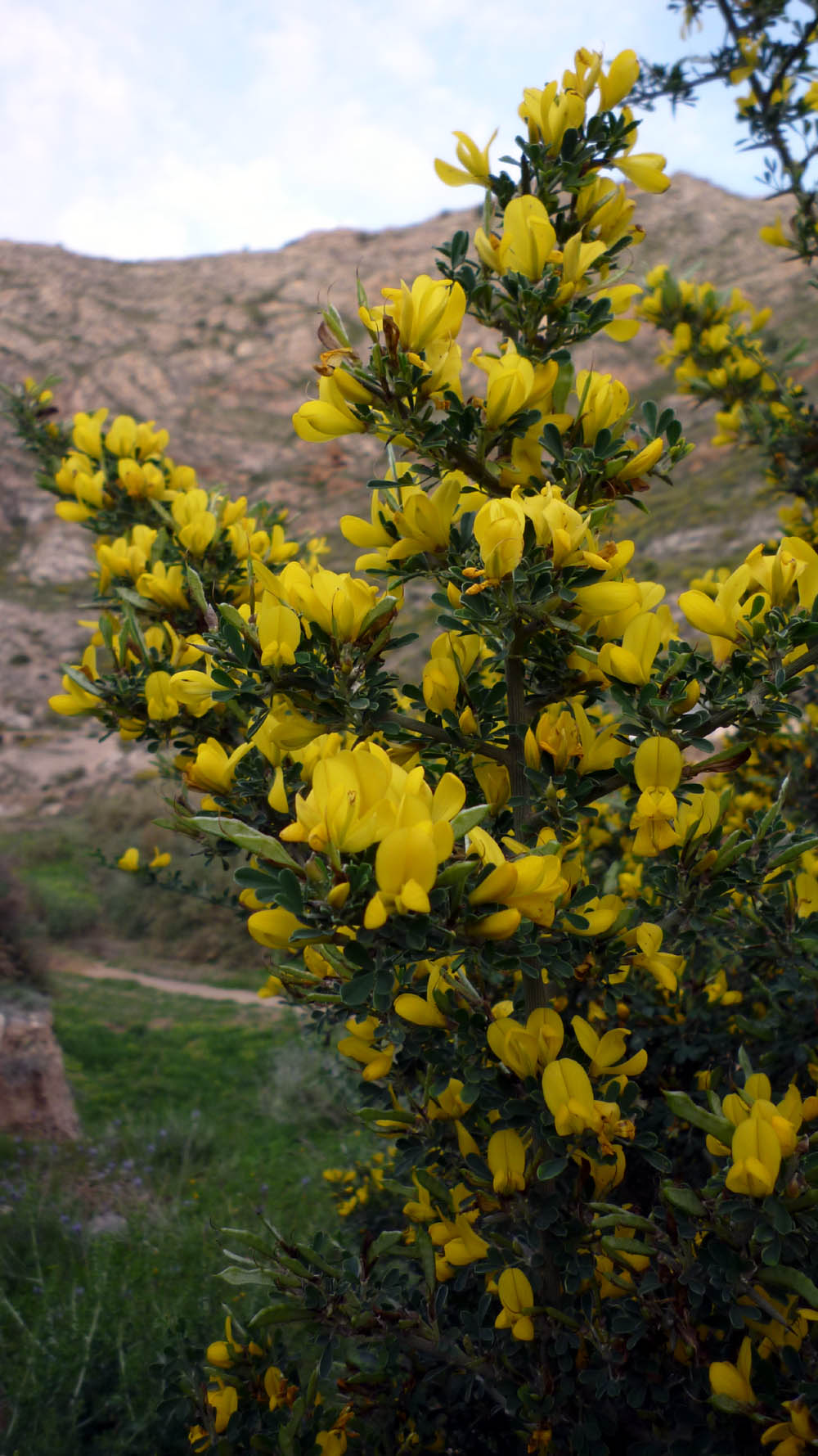